# Szegedski mirovni sporazum
Edirnski in Szegedski mirovni sporazum sta bila dve polovici mirovnega sporazuma med osmanskim sultanom Muratom II., ogrskim kraljem Vladislavom III. Poljskim in srbskim despotom  Đurađem Brankovićem. S sklenitvijo sporazuma se je končal krščanski križarski pohod na Varno z znatnimi pridobitvami za krščansko stran. 
Mirovna pogajanja so se začela v Edirnu s pogajanji med Muratom II. in Vladislavovim ambasadorjem. Osnutek je po nekaj dneh Muratov ambasador odnesel v Szeged, da bi se tam dodelal in podpisal. V Szegedu so se pogajanja nadaljevala še nekaj dni, čemur je sledila svečana prisega v Váradu. Sporazum je bil podpisan v Váradu 15. avgusta 1444.
Vladislav je na zahtevo papeža Evgena IV. že prvi mesec prelomil svojo prisego in nadaljeval križarsko vojno, ki se je končala s katastrofalnim porazom v bitki pri Varni 10. novembra 1444. Vladislav je bil v bitki ubit.

## Ozadje
Križarski pohod na Varno se je začel 1. januarja 1443 z objavo bule papeža Evgena IV. Spopadi se niso začeli po načrtih, zgleda pa, da so nameravali Osmansko cesarstvo istočasno napasti Ogri in Karamanidi. Slednji so napadli spomladi 1443 in bili v bitki s celo vojsko Murata II. popolnoma uničeni.
Ogrska vojska pod poveljstvom kralja Vladislava, ki je prišel na prestol v spornih okoliščinah tri leta pred tem, ogrskega generala Janosa Hunyadija in srbskega despota Đurađa Brankovića je napadla sredi oktobra. Zavezniki so v prvih bitkah zmagovali in prisilil rumelskega pašo Kasima in poveljnika Turakan Bega na beg v Sofijo. Na begu sta požgala vse vasi in po prihodu v Sofijo svetovala sultanu, naj mesto požge in se umakne na gorske prelaze, ki bi jih lahko branila tudi manjša vojska. Kmalu zatem se je vreme izredno ohladilo.
Naslednji spopad je bil tik pred Božičem 1443 na zasneženem prelazu Zlatica, v katerem so bili Ogri poraženi. Na umiku so v zasedi počakali zasledovalce in jih v bitki pri Kunovici premagali in ujeli Mahmud Beja, sultanovega svaka in brata velikega vezirja Čandarli Halil Paše. Ogri so si po zmagi domišljali, da je zmaga kristjanov dokončna in se triumfalno vrnili domov. Kralj in cerkev sta se bala maščevanja, a sta kljub temu vzdrževala to utvaro. Po celem kraljestvu sta širila novico o zmagi in hhrati utišala vse, ki so omenjali poraze. Murat, besen zaradi nezanesljivosti svoje vojske, je Turakan Bega aretiral pod obtožbo, da je kriv za neuspelo zasledovanje in Mahmud Begovo aretacijo.

## Začetna pogajanja
Murat je očitno želel končati vojno. Sestra ga je prosila, naj doseže osvoboditev njenega moža. Nanj je pritisnila tudi žena Mara, hčerka Đurađa Brankovića. Mara je 6. marca 1444 poslala k Brankoviću svoje odposlance, ki so se začeli pogajati o sklenitvi miru z Ogrskim kraljestvom.
24. aprila 1444 je Vladislav poslal Muratu pismo z izjavo, da ima njegov ambasador Stojka Gisdanić, ki je na poti v Edirne, vsa pooblastila za pogajanja v njegovem imenu. Prosil ga je, naj po sklenitvi sporazuma pošlje na Ogrsko svoje ambasadorje s sporazumom in sultanovo mirovno prisego Ogrski, potem pa bo prisegel mir tudi on. Vladislav je še isti dan sklical državni zbor in pred kardinalom Giuglianom Cesarinijem prisegel, da bo poleti z novo vojsko ponovno napadel Osmansko cesarstvo.

## Edirne
Rezultat prvih pogajanj je bila osvoboditev Mahmud Beja, ki je prišel v Edirne na začetku junija 1444. Kmalu za njim so prišli Vladislavov odposlanec Stojka Gisdanić, Hunyadijev odposlanec Vitislav in dva Brankovićeva odposlanca. Pogajanjem je v papeževem imenu prisostvoval Ciriaco Pizzicolli, ki je bil zadolžen tudi za spremljanje napredovanja načrtov za križarski pohod.
Najbolj sporna točka pogajanj je bile trdnjave na Donavi, predvsem Golubac in Smederevo, ki so jih Osmani nameravali obdržati. 12. junija 1444 so po treh dneh razprav na hitro dokončali besedilo sporazuma in ga podpisali, ker so Osmansko cesarstvo nepričakovano napadli Karamanidi.
Zaključna določila sporazuma so od Murata zahtevala, da izgnanemu Đurađu Brankoviću vrne 24 srbskih mest, vključno z Golubcem in Smederevom. Obvezal se je tudi, da bo izpustil oslepljena Brankovićeva sinova Grgurja in Stefana. Obnovljeni Srbski despotat je postal vazal Osmanskega cesarstva, se pravi da mu je moral plačevati davek in mu vojaško pomagati. Z Ogrsko je bilo sklenjeno desetletno premirje, vlaški vojvoda Vlad II. Drakul pa ni bil več prisiljen biti na Muratovem dvoru, davke pa je moral še vedno plačevati. Ko je Murat prisegel, da bo spoštoval določila sporazuma, sta njegova delegata Baltaoğlu Sulejman in Grk Vranas odnesla sporazum na Ogrsko, da bi ga podpisali tudi Vladislav, Hunyadi in Branković. 

## Vmešavanje politike
Načrtovanje križarskega pohoda proti Osmanskemu cesarstvo se je nadaljevalo tudi med mirovnimi pogajanji. Domneva se, da ja Vladislav že na začetku julija vedel za rezultate pogajanj. Že 2. julija 1444 je na poziv kardinala Cesarinija ponovno zagotovil svojim zaveznikom, da namerava na nov pohod proti Osmanskemu cesarstvu in da se bo 15. julija odpravil v Varad, da bi zbral vojsko.
Križarski pohod bi še bolj utrdil Vladislavove zahteve po ogrski kroni, poljski del njegovega kraljestva pa je želel potrditev, da ima pravico do prestola on in ne zakoniti, tri leta stari Ladislav Posmrtni. V pohod ga je silil tudi prepričljivi Cesarini, ki je goreče verjel v zmago. Ko se je kralj izjasnil o rezultatih mirovnih pogajanj, je naletel na dodaten pritisk zagovornikov križarskega pohoda, vključno despotom Konstantinom Dragašem, in njihovo zahtevo, da sporazum zavrne. Na Poljskem je medtem prišlo do notranjih sporov in zahtev, da se kralj vrne domov in jih konča. Proti nadaljevanju vojne so govorile predvsem izgube v pretekli zimi.
Pritiskov ni bil deležen samo Vladislav. Ciriaco de' Pizzicolli  je v pismu z datumom 24. junij 1444  rotil Hunyadija, naj ignorira mirovni sporazum in trdil, da so Osmani prestrašeni in "pripravljajo svojo vojsko na umik in ne na bitko". V nadaljevanju pisanja je razlagal, da bo sporazum omogočil Muratu, da "se maščuje za poraz, ki ga je doživel v nedavni bitki s Hunyadijem", in da bi Ogri in drugi krščanski narodi po [oznanitvi] vojne morali vdreti v Trakijo, "ki je vredna krščanske vere".
Branković je bil mnogo bolj zainteresiran za to, da se mirovni sporazum spoštuje, in je zato podprl Hunyadija. V pričakovanju, da bo po ratifikaciji sporazuma dobil nazaj Srbijo, je podkupoval Hunyadija z obljubami, da mu bo prepustil svoje posesti na Ogrskem. 3. julija 1444 mu je v trajno last prepustil gospostvo Világosvár . Približno takrat mu je prepustil tudi Mukačevo, Baia Mare, Satu Mare, Debrecen in Böszörmény in Hunyadi je postal največji zemljiški posestnik v Ogrskem kraljestvu.
Kmalu po Vladislavi izjavi in približno takrat, ko je pisal Hunyadiju, je Ciriaco novico posredoval papežu, ki je o tem obvestil Cesarinija. Cesarini je vso svojo kariero stavil na križarski pohod, plod njegove podpore papežu proti Baselskemu svetu, ki ga je zapustil v poznih 1430. letih. Od takrat je iskal rešitev, ki bi zadovoljila obe strani.

## Szeged
Na začetku avgusta sta v Szeged prišla osmanska ambasadorja Baltaoğlu in Vranas. 4. avgusta 1444 je kardinal Cesarini dopolnil predlog, ki ga je pripravil za kralja. Vladislav je v prisotnosti Hunyadija ter ogrskega plemstva in cerkvenih prelatov slovesno izjavil, da bo "preklical vse sedanje in prihodnje sporazume, ki jih je sklenil ali bi jih moral skleniti s sultanom". Cesarini je spretno sestavil besedilo izjave, tako da so se pogajanja lahko nadaljevala in sporazum celo potrdil s prisego, kar pa ne bi preprečilo mogočega križarskega pohoda in ne bi pomenilo kršitve sporazuma, ker bi bila prisega neveljavna še preden je bila dana.
Pogajanja so Cesarinijevi rešitvi navkljub trajala še deset dni. V končni različici pogodbe je Srbija ponovno postala tampon med Ogrskim kraljestvom in Osmanskim cesarstvom in bila vrnjena Brankoviću. Osmansko cesarstvo je moralo Ogrski vrniti Albanijo in vsa druga osvojena ozemlja in 24 trdnjav, plačati vojno škodo 100.000 zlatih forintov in osvoboditi dva Brankovićeva sinova. Ogrska se je obvezala, da ne bo napadla Bolgarije in prečkala Donave in spoštovala desetletno premirje. Domneva se, da se je Brankovič, ki je imel od sporazuma največ koristi, tudi zasebno pogajal z Baltaoğlujem. Rezultati teh pogajanj niso znani. Sporazum je bil podpisan v Varadu 15. avgusta 1444. Ob tem sta svečano prisegla Hunyadi "v imenu kralja in ogrskega ljudstva" in Đurađ Branković.

## Posledice
22. avgusta 1444, teden po zaključku pogajanja, je Branković ponovno zavzel Srbijo. V istem tednu je Vladislav ponudil Hunyadiju bolgarski prestol, če bi bil pripravljen prelomiti prisego, in Hunyadij je bil pripravljen. Do sredine septembra so bili vsi sklepi sporazuma in tisti iz njegovega ozadja izpolnjeni, kar je Ogrski omogočilo, da se je osredotočila samo na križarski pohod.
Osmansko cesarstvo ni vedelo za Cesarinijevo razveljavitev mirovnega sporazuma. Do konca avgusta 1444 je pokorilo Karamanide in Murat II. je dobil občutek varnosti. Pričakoval je, da bosta Szegedski sporazum in sporazum z Ibrahimom II, Karamanskim dala trajen mir. Kmalu po končani vojni s Kraramadidi je prestol predal svojemu dvanajst let staremu sinu Mehmedu II. in se upokojil. 
Muratova pričakovanja se niso izponila. Ogrske priprave na pohod so bile konec septembra zaključene, priprave zaveznikov pa so bile v teku. Veliko nekoč neodvisnih osmanskih ozemelj je začelo zahtevati neodvisnost in 24. septembra je ogrska vojska krenila iz Szegeda. Pohod je potekal po načrtih in v Osmanskem cesarstvu sprožil zahtevo po Muratovi vrnitvi na prestol. 10. novembra sta se vojski udarili v bitki pri Varni. Murat je na svoj prapor pribil prelomljen Szegedski mirovni sporazum. Križarji so doživeli katastrofalen poraz, Vladislav pa je bil ubit. V Ogrski se je zatem začela državljanska vojna. Umik ogrske vojske z meja Osmanskega cesarstva je slednjemu omogočilo, da se je posvetilo osvajanju Konstantinopla, ki se je končalo z njegovim padcem leta 1453.